# 1024 Hale
1024 Hale este un asteroid din centura principală, descoperit pe 2 decembrie 1923, de George Van Biesbroeck.